# Pirosequenciamento
Piro-sequenciamento ou Pirossequenciamento é um método de sequenciamento de DNA (que estabelece a ordem de nucleotídeos no DNA) com base no princípio do "sequenciamento por síntese". Ele difere do método de Sanger, na medida em que se baseia na detecção da liberação de pirofosfato sobre a incorporação de nucleotídeos, em vez da terminação da cadeia com didesoxinucleotídeos. A técnica foi desenvolvida por Mostafa Ronaghi e Pål Nyrén no Instituto Real de Tecnologia em Estocolmo em 1996. 